# 게이포비아

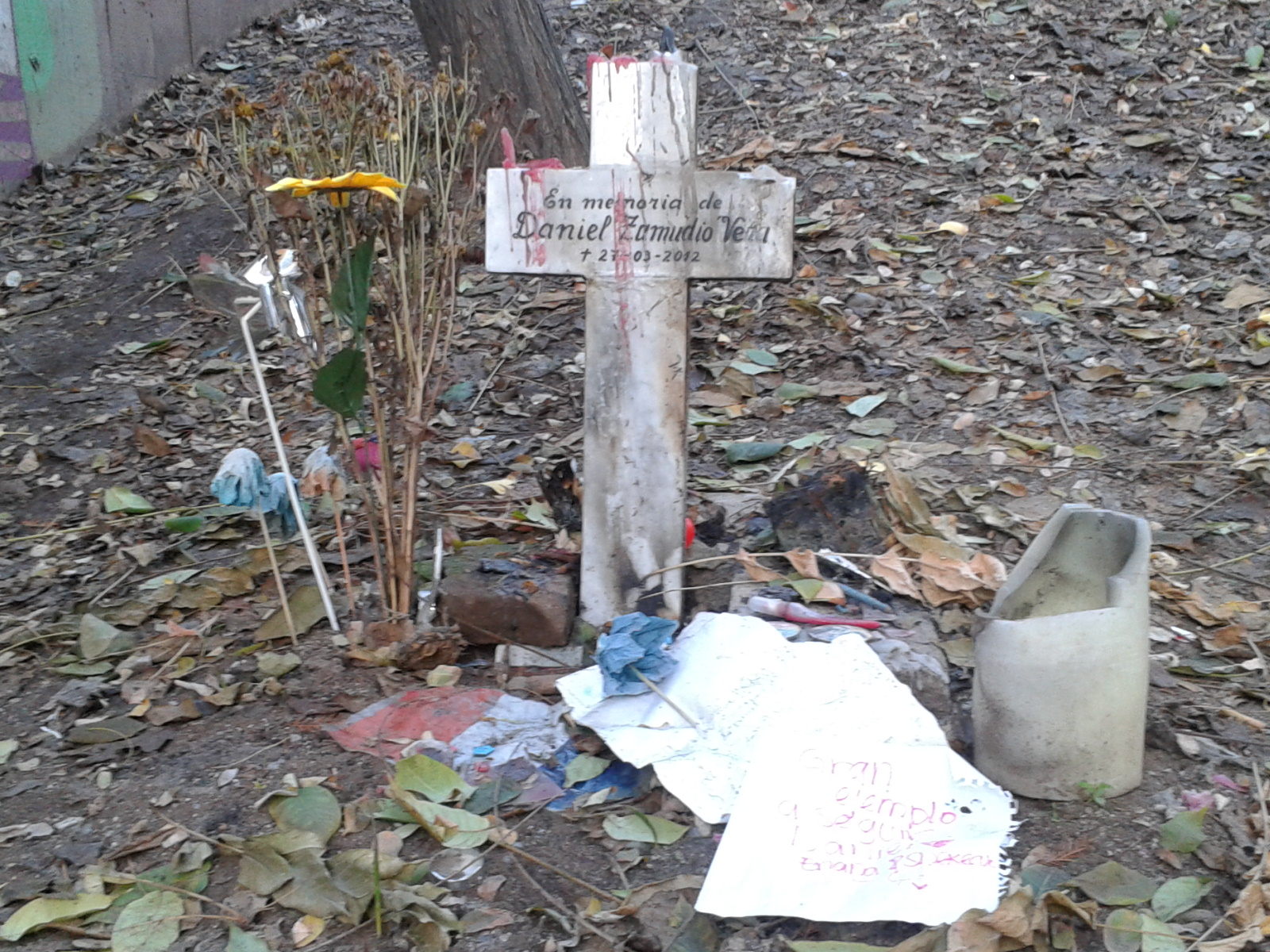
게이라는 사실이 알려지자 4명의 갱단에게 폭행 당한 후 숨진 남성의 묘

게이포비아(gayphobia), 또는 게이 혐오는 게이에 대한 적대적 태도 및 차별, 폭력 행위이다.
게이 남성, 남성 동성애 또는 게이로 인식되는 남성에 대한 동성애혐오적 편견, 증오 또는 편견의 한 형태이다. 이러한 차별은 동성애자 및 여성스러운 남성을 포함하여 여성적으로 보이는 개인에 대한 혐오 또는 적대감인 페미포비아(femmephobia)와 밀접한 관련이 있다. 게이 남성에 대한 차별은 종교, 여성적 매너리즘에 대한 편견적 반응, 의복 스타일, 심지어 성대까지 원인이 될 수 있다. LGBT 커뮤니티 내에서 게이, 양성애자, 트랜스젠더 남성 사이에서 남성성에 대한 사회적 기대 충족과 관련된 내면화된 문제가 발견되었다.

## 같이 보기
- 이성애적 성차별
- 동성애에 대한 사회적 태도
- 분류:게이에 대한 폭력
- 성소수자에 대한 폭력